# 执法悍将
參數所指定的目標頁面不存在，建議更正成存在頁面或直接建立下列一個頁面（建立前請先搜尋是否有合適的存在頁面可以取代）：
- JAG (消岐義)

《执法悍将》（英語：JAG），原意為美国海军执法署（Judge Advocate General）的縮寫，是一齣冒险性美国电视节目，由贝利萨留制作公司出品，派拉蒙电视网络协力，美国全国广播公司播出第一季。
該劇最初的构想是《壮志凌云》加上《義海雄風》，1995年9月23日美国全国广播公司播出第一集，但1996年5月22日，当排名跌到第77时节目被迫取消。对手哥伦比亚广播公司随后接过这个摊子，于1997年1月3日重新上映。哥伦比亚广播公司这一举动证明财源滚滚，因为他们随后又连续播出九季，直到2005年4月29日总计十季结束。执法悍将总共227集，全球超过100个国家播放。由于该剧家喻户晓，1999年起时常在世界各地热播，主要出现在美国电视网上。
这一齣系列剧描绘美國海軍執法署官员引用军事审判法典和国际法辦案，是一齣老套的电视通俗剧。该剧早期阶段倚重好莱坞有军方支持背景的制作商，和从其它家喻户晓的陆海军影片中得到的素材，诸如《壮志凌云》、《獵殺紅色十月》和《燃眉追击》等。美国国防部后来也意识到，该剧对提升公共形象有正面作用，因而提供官方支持，包括给制作人开放军事设施和设备。这也是迄今为止唯一一部被美国海军和美国海军陆战队一致背书的电视剧。
从一开始本剧就常将现实中的军方行动编入它的情节之中，比如波斯尼亚战争后续，美国海军“科尔”号遇袭事件，911事件，以及随后的反恐战争等等。在上述袭击事件发生后该剧评分都有一定的提升，在尼尔森媒体研究-电视剧收视排名中也常常跻身前十。

## 演员
执法悍将以美国海军上校哈蒙“哈姆”拉伯二世（大卫·詹姆斯·艾略特饰），和美国海军陆战队中校莎拉“麦克”麦肯齐（凯瑟琳·贝尔饰）为主角。哈姆在系列剧的倒数第二集里被提升为海军上校。哈姆和麦克一直惺惺相惜，但不致影响到他们的工作关系，这种情愫是贯穿系列剧始终的主题元素。
艾略特从1995年系列剧的一开始就扮演哈姆。哈姆最先的搭档是海军上尉凯特琳·派克，由安德里亚·帕克扮演。帕克后来离开执法悍将，到伪装者里担纲角色（后来她回到剧组在三集里面客串），接替她的是扮演海军中尉梅格·奥斯丁的屈雷西·尼登。尼登于1996年离开剧组，接下来是凯瑟琳·贝尔，从第二季一直演到剧终。
演员名单中的其他成员包括海军少校巴德·罗伯茨(帕特里克·莱伯托饰)，最初美国海军航母“海鹰”号上的公共事务官，后来成为海军执法署的中级法官。一次前往“海鹰”号执行任务时，巴德遇到他后来的妻子，海军上尉哈里特·希姆斯，由卡瑞·特纳扮演，最终变成行政官助手（督察长室），共同主管办公室。巴德笨手笨脚，不善言辞，但有一些特别的爱好（他是星际旅行迷，沉溺于超常现象，电脑方面也是一把罩），加上他妻子为人母的天性，常常是剧中笑料的起源。他的笨拙随着剧情的深入而发展。在第七季的最后一集，巴德在阿富汗失去了右小腿。当时他扮演英雄壮举，试图营救一个误闯地雷阵的阿富汗男孩。因为他的事迹，巴德被授予紫心勋章，后来装上了义肢，也能部分地履行义务。
女演员南希·钱伯斯，大卫·詹姆斯·艾略特的妻子，在剧中扮演海军上尉洛伦·辛儿。南希扮演一个令人讨厌的坏女人，演技颇受好评。辛儿一门心思想牺牲她周围的人换取她的仕途。她时常与剧中其他角色发生冲突。特别出彩的一集里，她甚至得罪了人见人爱的哈里特，利用她夭折的婴儿莎拉，在法庭上诋毁哈里特的证词。在稍后的一集里，哈里特一拳打倒辛儿，算是扳回一城。后来辛儿被人谋杀，哈姆受到怀疑，但终得以昭雪(这两部分详述辛儿谋杀案的故事，后来用作副产品“重返犯罪现场」的先导剧。

## 大结局
2005年，大卫·詹姆斯·艾略特没有从制作人那里得到新合同后，宣布离开剧组另谋他就。为避免节目就此结束，这本剧打算采用新面孔，一些更年轻的角色(包括肥皂剧“当世界峰回路转”As the World Turns前明星克里斯·比滕)。制作人也打算将场景搬到聖地牙哥海軍基地，甚至计划在那里拍上十集。然而在2005年4月4日十季过后哥伦比亚广播公司最终宣布节目取消。最后一集“随风逐流”(Fair Winds and Following Seas)2005年4月29日播出，哈姆和麦肯齐被派到不同的军事基地上去: 哈姆去伦敦，麦肯齐去加州聖地牙哥。他们最后得面对自己的感受，决定结婚。这一集终了两人抛出一枚执法署的硬币，决定谁该为对方选择放弃。可是我们是不大可能知道结果了(为了让JAG的剧情前后一致)，因为银幕暗淡下来，只见硬币的面上写着:“执法署1995–2005”。

## 评论和媒体反映
虽然系列剧长时间播出，观众评价也不恶，但和同档期上映的其它节目，如“双面女谍”(Alias)，“24”(24)，“欲望城市”(Sex and the City)等相比，执法悍将只是略略的受到媒体瞩目。一个比较普通的解释，主要在保守人士之间流传，声称主流媒体在越战之后对军队大多不齿或不以为然。另外有人觉得少人注目是因为一成不变的律师通俗剧主题，只是设在一个军队的大背景之下。另一种在粉丝中较流行的说法是，派拉蒙和哥伦比亚广播公司对该剧宣传做得不够。
有些批评家认为执法悍将的基本调子是刻划军队光彩照人的一面，尤其海军着墨甚多，在十季播出过程中对年轻观众缺乏吸引力。
也许执法悍将最惹人注目的批评来自第一季其中一集“战争的呐喊”。这一集从电影“迫在眉睫的危机”中引用甚多的(实际是决定性的)动作镜头。制作人毫不讳言他们采用电影剪辑以降低生产成本，但以长镜头或战斗中的战车一带而过为限。然而“战争的呐喊”剪辑过于广泛，而且来路明显，娱乐评论家感觉执法悍将已不仅是控制预算的作法，而是有抄袭的嫌疑了。

## NCIS衍生影集
2003年，系列剧催生了一个两集的衍生影集《海军罪案调查处》(NCIS)，其中拉伯二世被控谋杀一名女军官。这两集标题“冰皇后”和“熔毁”，将焦点集中在重返犯罪现场小组上，而《执法悍将》里的主角作为客串角色出现。和执法悍将各集主要定位在法庭情节上不同，重返犯罪现场更多地关注犯罪现场调查。而且《海军罪案调查处》有一个和《执法悍将》不同的叙事模式，比母剧更强调主角的喜感。
两个“执法悍将”里的角色在“海军罪案调查处”中出现: 帕特里克·莱伯托在“挂出来晾干”一集中重演巴德·罗伯茨，而在“执法悍将”几集里扮演海军少校费思·柯尔曼的客座明星阿利西亚·科波拉也再战江湖。海军罪案调查处的核心卡司在先导剧(pilot episodes)和全集中保持相同，只有一个例外，即由罗宾·莱弗里扮演的一名女特工到后来换成萨沙·亚历山大出演。
介绍“海军罪案调查处”主卡司的“执法悍将”两部分集，后来也作为“海军罪案调查处”常规剧目播出，虽然它没有包括在接下来发行的第一季DVD套装发行里面。

## 剧情
要了解执法悍将全部播出剧目，请看执法悍将集数列表。

## DVD和VHS发行
执法署第一到第五集DVD已在全美发行。第五季是第一部以16:9分辨率播出的DVD。计划2008年5月20日发行第六季DVD。
1998年9月1日，执法署先导剧VHS盒式录像带在全美由派拉蒙家庭娱乐公司发行上市。

## 旁注与索引
1. ↑  . TV Shows on DVD.   [2007-10-16]. （原始内容存档于2007年10月17日）.
2. ↑  . TV Shows on DVD.   [2007-10-16]. （原始内容存档于2008年2月7日）.
3. ↑  . Amazon.com.   [2006-12-16]. （原始内容存档于2016-03-21）.

- Robb, David L. (2004). Operation Hollywood: How the Pentagon Shapes and Censors the Movies. 1st ed. Amherst, New York: Prometheus Books.
- Poniewozik, James & McDowell, Jeanne, "BATTLEFIELD PROMOTION,"  Time, 0040781X, 12/10/2001, Vol. 158, Issue 25 pp. 95-96 （页面存档备份，存于）.
- Geier, Thomas & Weiner, Allison Hope, "NAVAL GAZING.", Entertainment Weekly, Issue 624 (2001-09-11), pp. 10-11 （页面存档备份，存于）.

## 節目變遷
| 中視、中視HD台 週一至週四 22:00 - 23:00      | 中視、中視HD台 週一至週四 22:00 - 23:00 | 中視、中視HD台 週一至週四 22:00 - 23:00 |
| -------------------------------------------- | --------------------------------------- | --------------------------------------- |
|                                              | 海軍執法悍將 （2013.08.07 - )           |                                         |
| 謊言終結者 第二季 （2013.07.01 - 2013.08.06) | —                                       |                                         |